# Magyarországi Muszlimok Egyháza
A Magyarországi Muszlimok Egyháza a második legrégebbi egyházi rangú iszlám közösség Magyarországon. 2000-ben alapították olyan, zömmel arab muszlimok, akik elégedetlenek voltak a Magyar Iszlám Közösség tevékenységével.

## Történelem

### Előzmények
Magyarországon az iszlám vallás már az Árpád-házi királyok uralkodásának idején is jelen volt. A török hódoltság idején az ország törökök által megszállt vidékeit az iszlám törvényei szerint kormányozták. 1916-ban törvényt hoztak az iszlám vallás legalizálásáról, de egyház jellegű szervezet megalapítására csupán 1932-ben került sor, amikor Durics Hilmi Huszein létrehozta Gül Babáról elnevezett közösségét. A kommunizmus első évtizedeiben az iszlám hitélet gyakorlatilag megszűnt Magyarországon.
Az 1970-es években muszlim diákok, majd 1987-től az Iszlám Diákok Egyesülete szervezte az iszlám hitéletet. A rendszerváltás után több muszlim szervezet alakult Magyarországon. 1988-ban külön engedéllyel Mihálffy Balázs alakította meg a Magyar Iszlám Közösséget, amely Durics egyházának utódja.

### Az alapítástól napjainkig
A Magyarországi Muszlimok Egyháza 2000. szeptember 22-én jött létre. Alapításának okáról maguk így vallanak: „A Magyarországi Muszlimok Egyházát 2000. szeptember 22-én alapították a Magyarországon élő muszlimok azzal a céllal, hogy vallásukat, az iszlámot, a Mindenható és Egyedüli Isten – Allah – kinyilatkoztatott szava (a Korán), s az Isten küldötte, Mohamed Próféta (béke legyen vele) tanításai szerint gyakorolják.” 2003-ig a Magyar Iszlám Béke Jótékonysági Alapítvány központjában , a Bartók Béla út 29. szám alatt működött (amely 2012-ig az Iszlám Egyház székhelye volt, ma a Dar al-Szalam Mecset található ott). Jelenlegi központja a budapesti Fehérvári út 41. szám alatt található.

## Működése, céljai
Egyház céljai a következők:
- Az iszlám hittéteinek megfelelő életvezetés elősegítése. 

- A vallások közötti párbeszéd előmozdítása. 

- A nem muszlim magyarokkal az iszlám vallás és a muszlimok meg- és elismertetése. 

- A muszlimok és a nem muszlimok kapcsolatának erősítése, s ezáltal a társadalmi és a gazdasági kapcsolatok fejlesztése, illetve a jóság, az erkölcsösség terjedésének elősegítése a magyar társadalomban. 

- A békés egymás mellett élés és a társadalmi béke előmozdítása, részvétel a társadalmi életben. 

- Minden muszlimnak lehetőséget biztosítani 

- a napi öt ima megszabott időben való elvégzésére,
- az adakozás előírt kötelességének (jótékonykodás) gyakorlására,
- minden évben az Áldott Ramadan hónapban az előírások szerinti böjtölésre,
- hogy élete során egyszer teljesíthesse a mekkai zarándoklatot, ha ebben más körülmények nem akadályozzák meg.

A felvázolt feladatok teljesítése érdekében a Magyarországi Muszlimok Egyháza vallási, vallás- és nyelvoktatási, jóléti és ismeretterjesztő tevékenységet folytat, illetve aktív szereplője a vallásközi párbeszéd hazai és nemzetközi fórumain és az iszlám kutatások terén. Kutatóik közül kiemelkedik Dr. Shubail Mohamed Eisa, Dr. Abdul-Fattah Munif és Dr. Anwar Klára tevékenysége. Minden évben szerveznek csoportot a mekkai zarándoklatra. Az egyház működteti a Szeged Mecsetet és 2018-ig a pécsi Jakováli Hasszán dzsámiját, illetve a 2010-től a Budapest Mecsetet a XI. kerületben a Fehérvári úti székhelyén. 

### Kiadott könyvek
Az imádkozás könyve (2012)
Az iszlámról gyerekeknek (2009)
A muszlim erődítménye [a Koránban és a Szunnában szereplő istenemlegetésekből] (2009)

A negyven hadísz, fordítás és magyarázat (2009)
Iszlám életmód (2007)

A muszlim személyisége (2007) 

Az iszlámhoz vezető út (2007) 

Az iszlám alapelvei (2007)

A hit útja (2007)

Az imádkozás (2006)

A böjtölés könyve (2004)

### Hivatalos lapja
Új Gondolat (iszlám kulturális és családi folyóirat)